# Абрафакс - під піратським стягом
Абрафакс - під піратським стягом (нім. Die Abrafaxe – Unter schwarzer Flagge) — німецький повнометражний анімаційний фільм режисера Герхарда Хана за мотивами коміксу Абрафакс. Вийшов на екрани 25 жовтня 2001 року.

## Сюжет
У міському музеї троє нерозлучних друзів Абракс, Брабакс і Каліфакс знаходять золоте блюдо, яке за всіма ознаками є частиною древнього скарбу ацтеків. Коли вони вирішують розгледіти її трохи краще, раптом починає діяти таємничий механізм, перед друзями відкривається портал, який переносить їх у Карибський регіон 18 століття.

## У ролях
- Кім Гаспер – Абракс
- Девід Турба – Брабакс
- Ілона Шульц – Каліфакс
- Габріеле Кернер – Ен Боні
- Гельмут Краус – Чорна борода
- Сантьяго Зісмер – Дон Арчімбальдо
- Вільфрід Гербст  – Прадо
- Ульріх Вос – Шанті
- Майкл Пан – Карлос
- Стефан Фрідріх – Хуан